# Roureda de San Xusto
La roureda de Sant Xusto (carballeira de San Xusto, en gallec) és una roureda que es troba en la parròquia de San Xusto de Sacos (Cerdedo-Cotobade), en una lloma sobre el riu Lérez, a la província de Pontevedra.

## Característiques

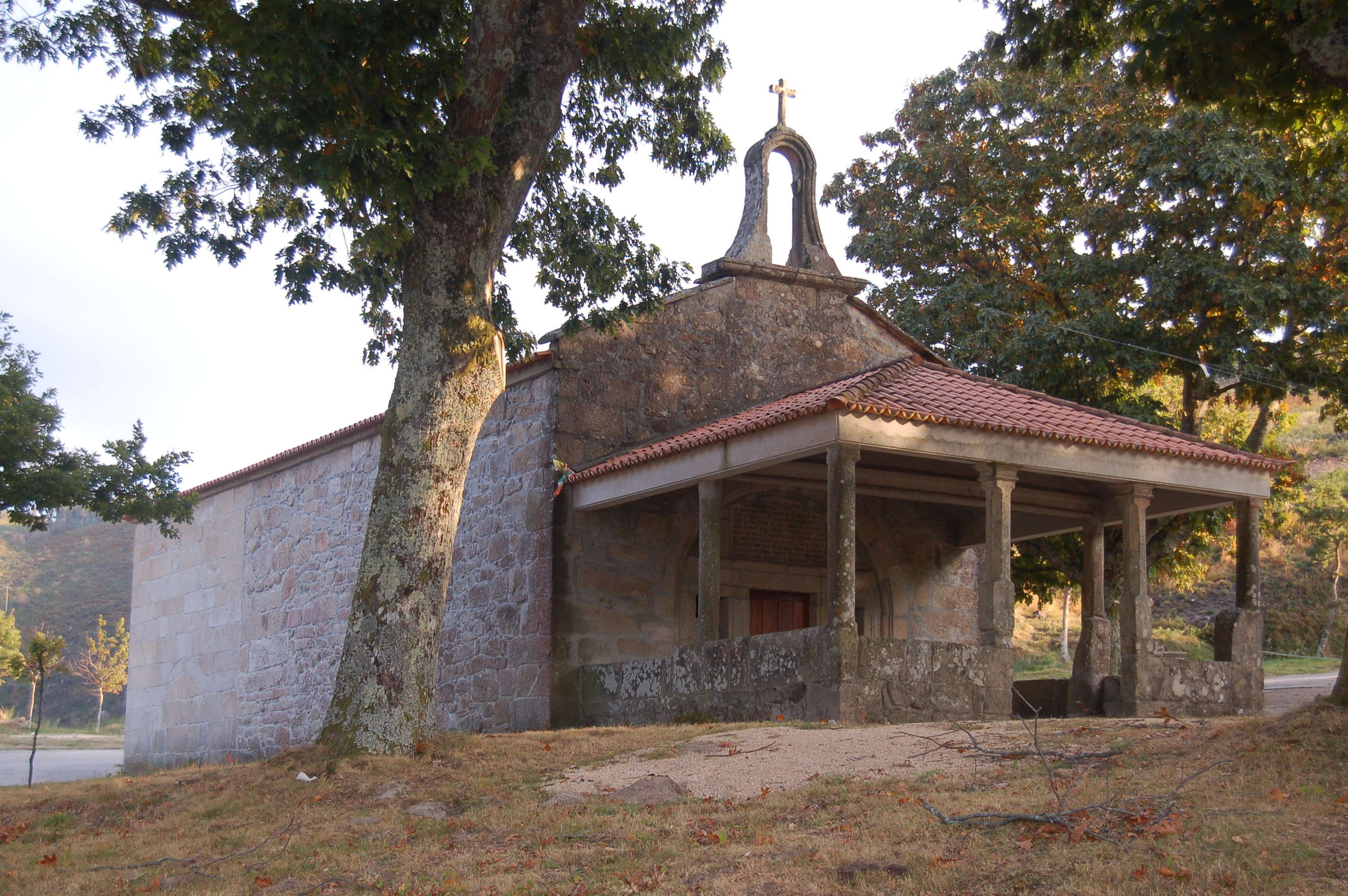
Capella dels Santos Justo i Pastor.

La roureda de San Xusto és un lloc tradicional de trobada i referència de llegendes i contes. Conté roures centenaris a més de castanyers i roures americans. D'una àmplia extensió en el passat, avui es troba molt minvada.
Entre 1990 i 1996 va haver-hi un conflicte per la propietat de la roureda entre els veïns de la parròquia de San Jorge de Sacos i l'arxidiòcesi de Santiago de Compostel·la. El 6 de juny de 1990 el rector Manuel Lorenzo va efectuar en Ponte Caldelas el registre a nom de l'Església d'aquest espai i de la muntanya de Lixó. Després de diversos actes de protesta, durant anys d'enfrontament, l'Audiència Provincial i el Tribunal Suprem van ratificar la resolució dictada per un jutjat d'instrucció que donava la raó als veïns. La propietat de la roureda és de la Comunitat de Muntanyes de la parròquia.
Mentre es va produir l'ona d'incendis de 2006 (una sèrie d'incendis que van arrasar Galícia, sobretot Pontevedra y La Corunya) un fort incendi va baixar des de Cerdedo a Pontevedra seguint la riba del riu Lérez i va passar al costat de la roureda el 5 d'agost. Els veïns que celebraven el romiatge van haver de marxar de pressa, bé per escapar del foc, bé per ajudar a apagar-ho. Finalment, la roureda es va salvar. Un devot dels Sants Xusto i Pastor, en agraïment, va portar a les festes dels anys següents cantants de fama, com Manolo Escobar, Bertín Osborne o David Bustamante, que van apropar milers de persones a la roureda.

## Patrimoni arquitectònic

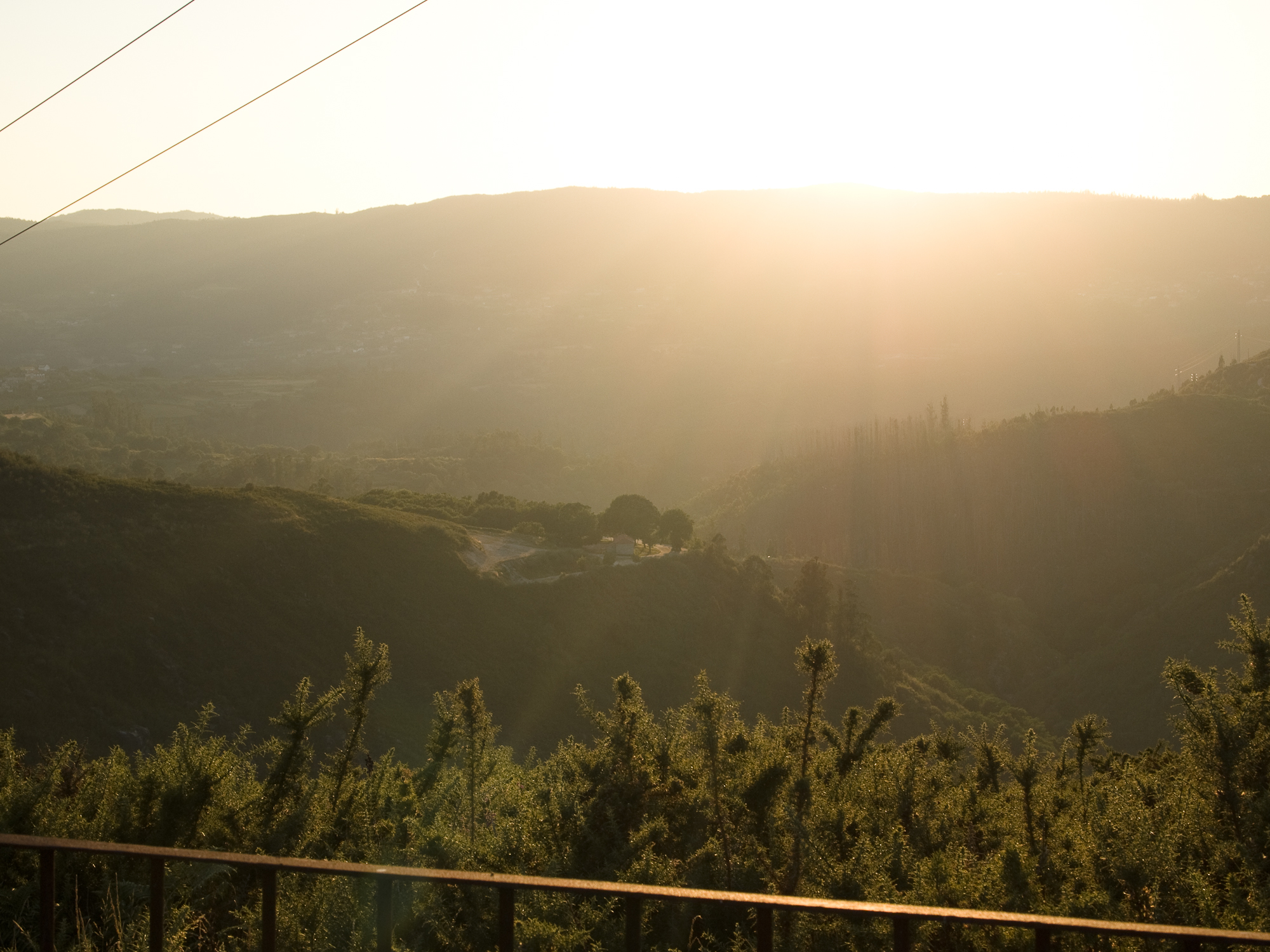
Roureda de San Xusto.

Està presidida per un creuer i una capella, en la qual els dies 5 i 6 d'agost es celebra el romiatge dels Sants Xusto i Pastor. Antigament se celebrava en la roureda el ball d'espases i els joves de la zona anaven a la caça de cabres salvatges despenjant-se sobre els penya-segats de la vall. El veïnat i la gent arribada en peregrinació participava en la processó del Sant pels llocs de la parròquia, en la qual a més de les imatges de diferents sants, es portava l'estendard de la Societat d'Agricultors de San Jorge de Sacos, fundada al 1903. Alguns dels pelegrins anaven oferts, portant taüts i ofrenes per subhastar per elles.

La petita ermita conserva el presbiteri cobert, del segle xv o XVI, amb volta de nervadures. La nau és del segle xviii. Damunt la porta principal es troba una pedra amb la següent inscripció:
| « | San Justo y San Pastor. Feliz recordación a todos los fieles devotos que quieran aprovecharse de los grandes privilegios que están concedidos a este santuario por el pontífice Clemente obispo el año de 1712. Tienen indulgencia plenaria i remisión de todos sus pecados confesando i comulgando el día 6 de agosto en la última dominic del mismo más los días de la Asunción de Nuestra Señora el día 8 de septiembre más dos del año según la bula que está en este santuario también tiene el privilegio para poner ester señor manifiesto el día 6 de agosto todos los años. | » |

Sobre una porta en el costat sur es troba una altra pedra amb la següent inscripció:
| « | Esta puerta tragaluz y más reparos se hicieron con una buena lismosna que dio Don Joaquín Antonio Torrado y su muger Doña María Francisca Feyxo vecinos de Fefinans. Año de 1820. | » |

En juny de 2007 es va inaugurar una estàtua en memòria de la lluita veïnal, concebuda per l'escultor Alfonso Vilar i rematada per l'alumnat de l'Escola de Canteros de Poyo.
| « | Carballeira do San Xusto / carballeira enramada. / ¡Ao pé dous teus cen carballos / plantei a miña palabra! / 1990-1996 | » |